# Fosfur d'indi gal·li

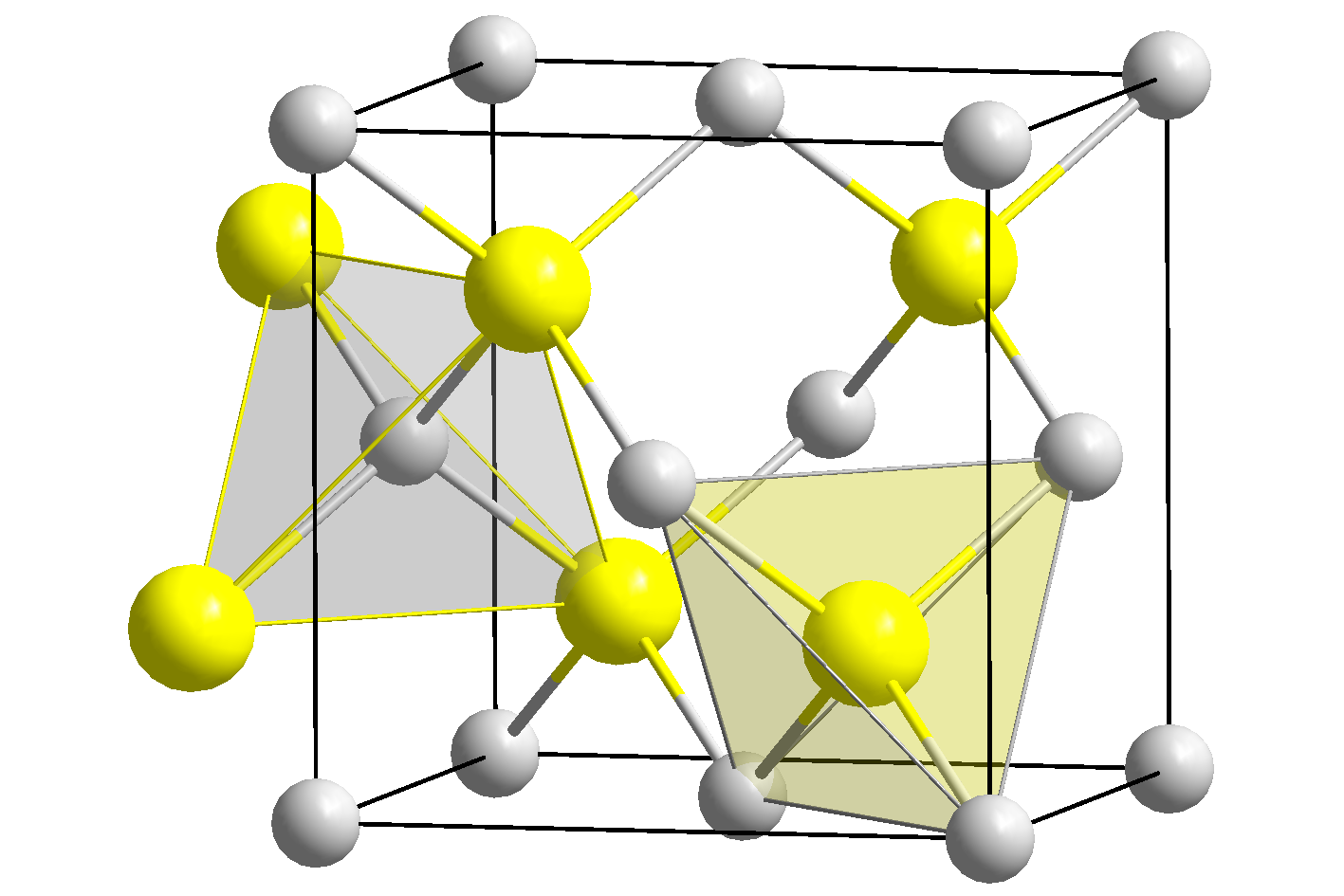
Estructura cristal·lina del fosfur d'indi gal·li

El fosfur d'indi gal·li (amb fórmula química InGaP), també anomenat fosfur d'indi de gal·li (GaInP), és un semiconductor format per indi, gal·li i fòsfor. S'utilitza en electrònica d'alta potència i alta freqüència a causa de la seva velocitat d'electrons superior respecte als semiconductors més comuns de silici i arsenur de gal·li.
S'empra principalment en estructures HEMT i HBT, però també per a la fabricació de cèl·lules solars d'alta eficiència utilitzades per a aplicacions espacials i, en combinació amb alumini (aliatge AlGaInP) per fer LED d'alta brillantor amb taronja-vermell, taronja, groc i verd. colors. Alguns dispositius semiconductors com els nanocristalls EFluor utilitzen InGaP com a partícula central.
El fosfur d'indi i gal·li és una solució sòlida de fosfur d'indi i de fosfur de gal·li.
Ga0,5In0,5P és una solució sòlida d'especial importància, que és gairebé una xarxa que coincideix amb GaAs. Això permet, en combinació amb (Al xGa1−x) 0,5 en 0,5, el creixement de pous quàntics coincidents en xarxa per a làsers semiconductors d'emissió vermella, per exemple, emissors de vermell (650 nm) RCLEDs o VCSEL per a fibres òptiques de plàstic PMMA.